# Maxime Baudonne
Maxime Baudonne (Francia, 12 de julio de 2002) es un jugador profesional francés de rugby que se desempeña en la posición de ala cerrado en Racing 92, equipo perteneciente a la liga Top 14.

## Carrera
Baudonne es un jugador de formación francesa (JIFF). Comenzó su carrera deportiva con el equipo RC Courbevoie, en el cual jugó cuatro temporadas (2009-2013), después pasó a Racing 92, donde lleva jugando once temporadas.